# Oberzeitldorn
Oberzeitldorn, bis 1951 amtlich Zeitldorn, ist ein Dorf in der niederbayerischen Gemeinde Kirchroth im Landkreis Straubing-Bogen. Bis 1978 bildete es eine selbstständige Gemeinde.

## Lage
Oberzeitldorn liegt am Rande des Bayerischen Waldes im Gäuboden nördlich der Donau. Durch den Ort fließt der Große Perlbach. Die angrenzenden Ortschaften sind Pondorf, Pillnach, Untermiethnach und Weiher. Die nächstliegenden Städte sind Straubing und Wörth an der Donau. Der beliebte Donauradweg führt durch das Dorf.

## Geschichte
Oberzeitldorn verdankt seinen Namen der Bienenzucht (Zidelaere = mhd. Bienenzüchter). Den Zusatz „Ober-“ erhielt es zur Abgrenzung von Unterzeitldorn, mit dem es ansonsten nichts zu tun hat. Da es außerdem noch ein Zeitlarn nördlich von Regensburg gibt, ist die Identifizierung des Ortes aufgrund früher Urkunden schwierig. Möglicherweise beziehen sich bereits Notizen der Emmeramer Traditionen von 1120/1126 auf den Ort. Eine sichere Nennung von Oberzeitldorn ist erst aus dem 14. Jahrhundert bekannt, als das Kloster Windberg hier eine Hofstatt kaufte.
Oberzeitldorn war Sitz eines Amtes der Herrschaft Wörth und kam erst nach der Auflösung des Fürstentums Regensburg zu Bayern. In den Katastern von 1811/1812 ist Oberzeitldorn mit vierzig Anwesen verzeichnet.
1818 wurde die Gemeinde Zeitldorn gebildet. Sie umfasste die drei Orte Oberzeitldorn, Leiten und Weiher sowie eine Gemarkung von knapp 541 Hektar. Sie gehörte bis Ende Juli 1945 zum Landkreis Regensburg, anschließend zum Landkreis Straubing, der zum 1. Juli 1972 im neu gegründeten Landkreis Straubing-Bogen aufging. Zum 1. Mai 1978 wurde die Gemeinde aufgelöst und nach Kirchroth eingegliedert.
Bis zum 26. April 1951 trugen der Ort und die Gemeinde die Bezeichnung Zeitldorn. Historisch wurde auch der Name Zeidlarn verwendet.
Mitte des 20. Jahrhunderts war Oberzeitldorn als Reiterdorf bekannt und zog viele Feriengäste an.

## Politik
Im aktuellen Kirchrother Gemeinderat sind derzeit zwei der 16 Gemeinderäte aus Oberzeitldorn.

## Religion
Das Dorf gehört zu katholischen Pfarrgemeinde Pondorf im Bistum Regensburg.

## Sehenswürdigkeiten
- Filialkirche St. Laurentius. Chor und Untergeschoss des östlich vorgelegten Turmes sind romanisch, das jetzige Langhaus wurde im 17. Jahrhundert erbaut. Der Spitzturm und wesentliche Veränderungen kamen der zweiten Hälfte des 19. Jahrhunderts hinzu.
- Filialkirche Johannes der Täufer im direkt angrenzenden Ort Weiher
- Naturschutzgebiet an der Donau
- Diverse historische Feldkreuze

## Veranstaltungen
Die Oberzeitldorner Ortsvereine veranstalten über das Ganze Jahr verteilt verschiedene Veranstaltungen für die gesamte Bevölkerung. Diese sind Faschingsball, Bockbierfest, Maibaumaufstellen, Feierdeifeparty, Sommernachtsfest, Dorffest, Weinfest, Dorfweihnacht und diverse Christbaumversteigerungen. Ein Großteil davon findet im 2002 errichteten Sport- und Schützenheim statt.

## Vereine

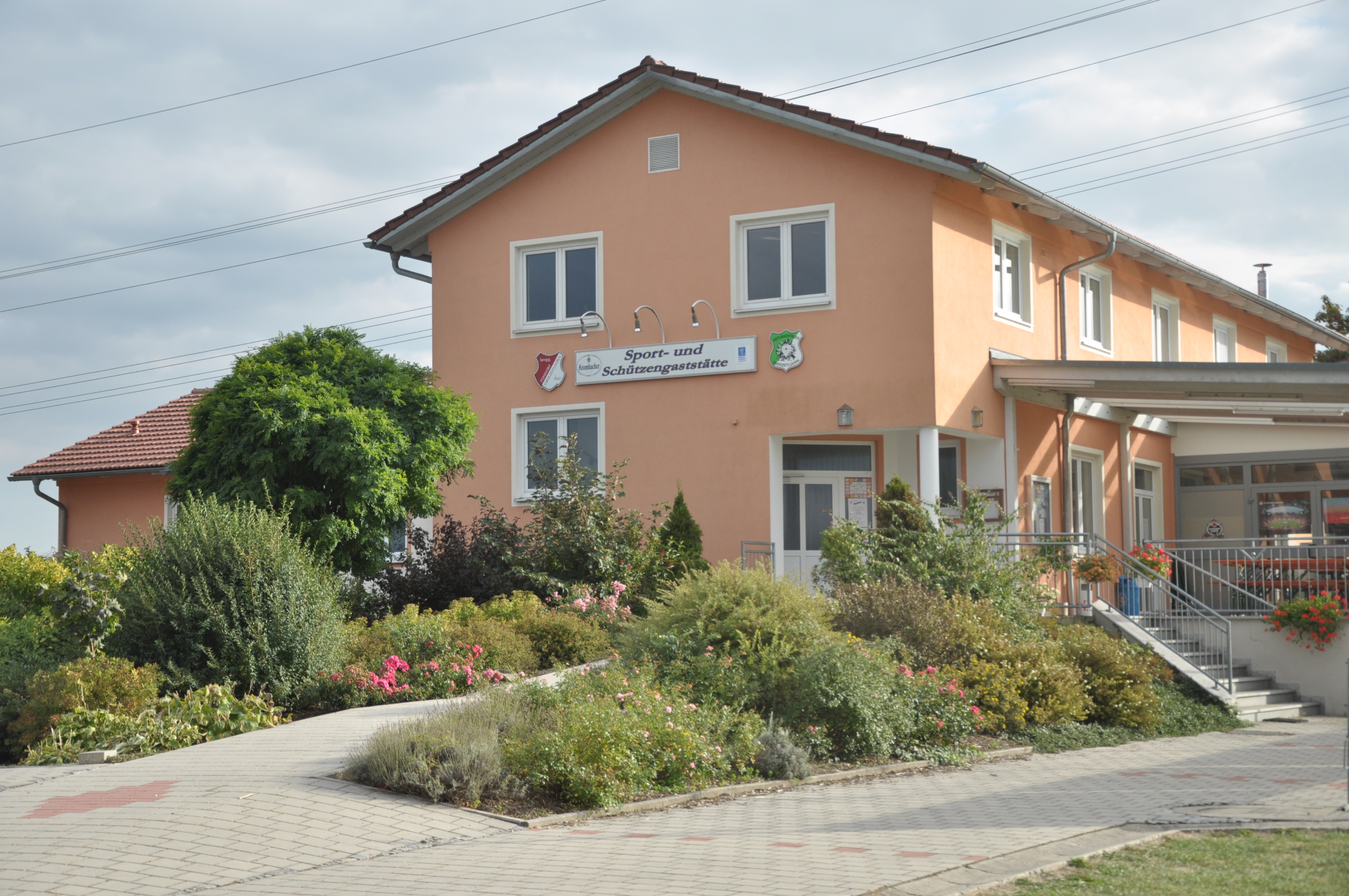
Sport- und Schützenheim

- Freiwillige Feuerwehr Oberzeitldorn e.V. – gegründet 1880.
- Krieger- und Soldatenkameradschaft Oberzeitldorn e.V. – gegründet 1882
- Schützenverein Perlbachtaler Oberzeitldorn e.V. – gegründet 1956
- Spielvereinigung Pondorf-Oberzeitldorn e.V. – gegründet 1967
- FC Bayern Fan-Club Oberzeitldorn e.V. – gegründet 2012
- Landfrauen Oberzeitldorn
- CSU Ortsverband Oberzeitldorn